# (6162) Prokhorov
(6162) Prokhorov (1973 SR6) – planetoida z pasa głównego asteroid okrążająca Słońce w ciągu 4,16 lat w średniej odległości 2,59 j.a. Odkryta 25 września 1973 roku.